# SUGT1
SUGT1 (англ. SGT1 homolog, MIS12 kinetochore complex assembly cochaperone) – білок, який кодується однойменним геном, розташованим у людей на короткому плечі 13-ї хромосоми. Довжина поліпептидного ланцюга білка становить 365 амінокислот, а молекулярна маса — 41 024.
| 10         |  | 20         |  | 30         |  | 40         |  | 50         |
| ---------- |  | ---------- |  | ---------- |  | ---------- |  | ---------- |
| MAAAAAGTAT |  | SQRFFQSFSD |  | ALIDEDPQAA |  | LEELTKALEQ |  | KPDDAQYYCQ |
| RAYCHILLGN |  | YCVAVADAKK |  | SLELNPNNST |  | AMLRKGICEY |  | HEKNYAAALE |
| TFTEGQKLDI |  | ETGFHRVGQA |  | GLQLLTSSDP |  | PALDSQSAGI |  | TGADANFSVW |
| IKRCQEAQNG |  | SESEVWTHQS |  | KIKYDWYQTE |  | SQVVITLMIK |  | NVQKNDVNVE |
| FSEKELSALV |  | KLPSGEDYNL |  | KLELLHPIIP |  | EQSTFKVLST |  | KIEIKLKKPE |
| AVRWEKLEGQ |  | GDVPTPKQFV |  | ADVKNLYPSS |  | SPYTRNWDKL |  | VGEIKEEEKN |
| EKLEGDAALN |  | RLFQQIYSDG |  | SDEVKRAMNK |  | SFMESGGTVL |  | STNWSDVGKR |
| KVEINPPDDM |  | EWKKY      |  |            |  |            |  |            |

A: Аланін

C: Цистеїн

D: Аспарагінова кислота

E: Глутамінова кислота

F: Фенілаланін

G: Гліцин

H: Гістидин

I: Ізолейцин

K: Лізин

L: Лейцин

M: Метіонін

N: Аспарагін

P: Пролін

Q: Глутамін

R: Аргінін

S: Серин

T: Треонін

V: Валін

W: Триптофан

Кодований геном білок за функцією належить до фосфопротеїнів. 
Задіяний у таких біологічних процесах, як убіквітинування білків, ацетилювання, альтернативний сплайсинг. 
Локалізований у цитоплазмі, ядрі.